# Dan Hooker
Daniel Preston Hooker dit Dan Hooker, né le 13 février 1990, est un combattant professionnel néo-zélandais d’arts martiaux mixtes. Il concourt actuellement dans la catégorie des poids légers de l’Ultimate Fighting Championship (UFC). Il occupe la 5e place du classement des poids légers de l'UFC.

## Carrière en arts martiaux mixtes

### Début de carrière
Hooker a fait ses débuts professionnels en arts martiaux mixtes en mars 2009. Il a tout d'abord combattu en Nouvelle-Zélande, son pays d'origine, et a accumulé un record de 10-4 avant de rejoindre l'Ultimate Fighting Championship.
Dan est également kickboxeur professionnel, avec un bilan de 9-1-3, et a remporté le championnat de kickboxing "King In The Ring" Middleweight et le championnat WKBF X-Rules Welterweight.

### Ultimate Fighting Championship

#### 2014
Hooker a fait ses débuts en promotion contre un autre nouveau venu, Ian Entwistle, le 28 juin 2014 à la nuit de combat 43 de l'UFC. Hooker a remporté le combat par TKO au premier round.
Hooker a affronté Maximo Blanco le 20 septembre 2014 lors de l'UFC Fight Night 52 et a perdu le combat par décision unanime.

#### 2015
Hooker a affronté Hatsu Hioki le 10 mai 2015 lors de l'UFC Fight Night 65. Il a remporté le combat par KO grâce à une combinaison de coups de pied de tête et de coups de poing au deuxième round. Avec cette victoire, il est devenu le premier homme à mettre Hioki KO dans un combat de MMA.
Hooker a ensuite affronté Yair Rodríguez le 3 octobre 2015 à l'UFC 192. Il a perdu le combat par décision unanime.

#### 2016
Hooker a ensuite affronté Mark Eddiva le 20 mars 2016 à l'UFC Fight Night 85. Il a remporté le combat grâce à une guillotine au premier round.
Hooker a affronté Jason Knight le 27 novembre 2016 lors de l'UFC Fight Night 101. Il a perdu le combat par décision unanime.

#### 2017
Passé de la catégorie des poids plume à celle des poids légers, Hooker a combattu Ross Pearson le 11 juin 2017 à l'UFC Fight Night 110.  Il a remporté le combat par KO au deuxième round. La victoire a permis à Hooker d'obtenir sa deuxième prime de performance de la nuit.
Hooker a affronté Marc Diakiese le 30 décembre 2017 à l'UFC 219. Il a remporté le combat par soumission grâce à un étranglement au troisième round.

#### 2018
Hooker a affronté Jim Miller le 21 avril 2018 lors de l'UFC Fight Night 128. Il a remporté le combat par KO au premier round.
Hooker a affronté Gilbert Burns le 7 juillet 2018 à l'UFC 226. Il a remporté le combat par KO au premier round.
Hooker a affronté Edson Barboza le 15 décembre 2018 à l'UFC on Fox 31. Hooker a perdu le combat par TKO.

#### 2019
Hooker a affronté James Vick le 20 juillet 2019 lors de l'UFC sur ESPN 4. Il a remporté le combat par KO au premier round. Cette victoire lui permet d'obtenir la prime de performance de la nuit.
Hooker a affronté Al Iaquinta, ancien challenger au titre de l'UFC, le 6 octobre 2019 à l'UFC 243. Il a remporté le combat par décision unanime.

#### 2020
Hooker a affronté Paul Felder le 23 février 2020 lors de l'UFC Fight Night : Felder vs. Hooker. Hooker a remporté le combat par une décision partagée controversée. Sur les 17 membres des médias, 12 ont donné raison à Felder et seulement 4 à Hooker. Ce combat lui a valu le titre de "combat de la nuit".
Le 27 juin 2020, Hooker a affronté Dustin Poirier dans le cadre de l'UFC sur ESPN : Poirier vs. Hooker. Il a perdu le combat par décision unanime. Ce combat lui a valu le titre de "combat de la nuit". Ce combat a été largement considéré comme l'un des plus grands combats de l'année, en raison de ses échanges sanglants dans les deux sens.

#### 2021
Le 24 janvier 2021, Hooker a affronté l'ancien triple champion des poids légers du Bellator MMA, Michael Chandler, à l'UFC 257. Il a perdu le combat par KO technique au premier round. Après le combat, Hooker a placé ses gants au milieu de l'octogone en signe de retraite. Cependant, il a ensuite précisé qu'après reconsidération, il ne se retirerait pas du sport.
Hooker a affronté Nasrat Haqparast le 25 septembre 2021 à l'UFC 266. Il remporte le combat par décision unanime.
Hooker a affronté Islam Makhachev à l'UFC 267 et a perdu le combat par soumission.

#### 2022
Hooker a affronté Arnold Allen dans un combat poids plume le 19 mars 2022 à l'UFC Fight Night 204. Il a perdu le combat par KO technique au premier round.
Hooker a affronté Claudio Puelles le 12 novembre 2022 à l'UFC 281. Il a remporté le combat par KO technique au deuxième round.

#### 2023
Hooker devait affronter Jalin Turner le 4 mars 2023 à l'UFC 285. Cependant, Hooker a été contraint de se retirer de l'événement en raison d'une blessure à la main.

## Vie personnelle
Hooker dirige et enseigne les arts martiaux mixtes dans sa propre salle de sport, "The Combat Academy", à Auckland, en Nouvelle-Zélande. En septembre 2021, Hooker a annoncé qu'il déménageait aux États-Unis en raison de problèmes liés aux mesures de verrouillage en Nouvelle-Zélande et à l'obtention d'un visa de travail pour se rendre aux États-Unis depuis la Nouvelle-Zélande.

## Palmarès en arts martiaux mixtes
Les tableaux suivants récapitulent son palmarès en arts martiaux mixtes.
| 35 combats     | 23 victoires | 12 défaites |
| Par KO         | 11           | 3           |
| Par soumission | 7            | 3           |
| Sur décision   | 5            | 6           |

| Résultat | Record | Adversaire       | Méthode                     | Événement                             | Date              | Round | Temps | Lieu                           | Notes                  |
| -------- | ------ | ---------------- | --------------------------- | ------------------------------------- | ----------------- | ----- | ----- | ------------------------------ | ---------------------- |
| Victoire | 24-12  | Mateusz Gamrot   | Décision partagée           | UFC 305: du Plessis vs. Adesanya      | 18 août 2024      | 3     | 5:00  | Perth, Australie               | Combat de la soirée.   |
| Victoire | 23-12  | Jalin Turner     | Décision partagée           | UFC 290: Volkanovski vs. Rodriguez    | 8 juillet 2023    | 3     | 5:00  | Las Vegas, Nevada              |                        |
| Victoire | 22-12  | Claudio Puelles  | TKO (coup de pied au corps) | UFC 281: Adesanya vs. Pereira         | 12 novembre 2022  | 2     | 4:06  | New York, Etat de New York     |                        |
| Défaite  | 21-12  | Arnold Allen     | TKO (coups de poing)        | UFC Fight Night : Volkov vs. Aspinall | 19 mars 2022      | 1     | 2:33  | Londres, Angleterre            | Combat en poids plumes |
| Défaite  | 21-11  | Islam Makhachev  | Soumission (kimura)         | UFC 267: Błachowicz vs. Teixeira      | 30 octobre 2021   | 1     | 2:25  | Abu Dhabi, Emirats Arabes Unis |                        |
| Victoire | 21-10  | Nasrat Haqparast | Décision unanime            | UFC 266: Volkanovski vs. Ortega       | 25 septembre 2021 | 3     | 5:00  | Abu Dhabi, Emirats Arabes Unis |                        |
| Défaite  | 20-10  | Michael Chandler | TKO (coups de poing)        | UFC 257: Poirier vs. McGregor 2       | 24 janvier 2021   | 1     | 2:30  | Abu Dhabi, Emirats Arabes Unis |                        |
| Défaite  | 20-9   | Dustin Poirier   | Décision unanime            | UFC on ESPN : Poirier vs. Hooker      | 27 juin 2020      | 5     | 5:00  | Las Vegas, Nevada              | Combat de la soirée    |
| Victoire | 20-8   | Paul Felder      | Décision partagée           | UFC Fight Night : Felder vs. Hooker   | 23 février 2020   | 5     | 5:00  | Auckland, Nouvelle-Zélande     | Combat de la soirée    |